# فريديريك لوهه
فريديريك لوهه (بالألمانية: Frederic Löhe)‏ (مواليد 12 أغسطس 1988 في إنغيلسكيرتشين - ألمانيا) لاعب كرة قدم ألماني يلعب حاليا لصالح نادي الدرجة الأولى بوروسيا مونشنغلادباخ الألماني منذ 2004 في مركز حارس مرمى .

## روابط خارجية
- فريديريك لوهه على موقع قاعدة بيانات كرة القدم.إي يو (الإنجليزية)
- فريديريك لوهه على موقع عالم كرة القدم.نت (الإنجليزية)